# Сан Хуан Капистрано (Калифорнија)
Сан Хуан Капистрано (енгл. San Juan Capistrano) град је у америчкој савезној држави Калифорнија. По попису становништва из 2010. у њему је живело 34.593 становника.

## Демографија
Према попису становништва из 2010. у граду је живело 34.593 становника, што је 767 (2,3%) становника више него 2000. године.
| Група             | 2000.          | 2010.          |
| Белци             | 21.084 (62,3%) | 19.312 (55,8%) |
| Афроамериканци    | 265 (0,8%)     | 193 (0,6%)     |
| Азијати           | 651 (1,9%)     | 975 (2,8%)     |
| Хиспаноамериканци | 11.206 (33,1%) | 13.388 (38,7%) |
| Укупно            | 33.826         | 34.593         |